# Кросс, Роб
Роберт «Роб» Кросс (англ. Robert Cross, родился 21 сентября 1990 в Пембери) — профессиональный дартсмен, выступающий в турнирах под эгидой PDC. Прозвище — Voltage (Напряжение).
Чемпион мира 2018 года. Победитель 19 турниров под эгидой PDC, включая World Matchplay (2019) и Чемпионата Европы (2019 и 2021).

## Карьера

### BDO
Кросс начинал выступать в турнирах Британской организации дартса, но ничего значимого там не достиг. Отбор на чемпионат мира (BDO) 2016 года оказался провальным: в начальных раундах Кросс уступил Тони Мартину в октябре 2015 года. На турнире Masters 2015 года он проиграл в предварительном раунде Дариусу Лабанаускасу.

### PDC

#### 2016
Первые успехи у дартсмена случились после перехода в турниры PDC. В 2016 году Роб принял участие в турнире UK Open, дошёл до 1/16 финала, где уступил первому номеру мирового рейтинга голландцу ван Гервену, которому удалось в матче с Кроссом закрыть лег в девять дротиков. Вслед за этим, он принял участие в Челлендж-тур PDC, выиграл там три из шестнадцати турниров и стремительно поднялся в мировом рейтинге PDC, благодаря чему получил путёвку в Мейн-тур PDC 2017 года.

#### 2017
В 2017 году Роб Кросс вновь принял участие в UK Open и улучшил свой прошлогодний результат до 1/8 финала, где уступил шотландцу Питеру Райту. А на следующей неделе Роб уже выиграл первый титул под эгидой PDC, победив Мервина Кинга в третьем Чемпионате Игроков. Кросс также принимал участие в Европейском туре, и дважды достиг финалов (на Гран-при Германии и «Европейском Трофее»), оба раза проиграв ван Гервену.

#### 2018
После ряда успехов в турнирах 2017 года, Роб Кросс поднялся в мировом рейтинге на 20-ю строчку, что позволило ему принять участие на чемпионате мира с первого раунда, минуя отборочный этап. В первых раундах он победил один за другим японца Сэйго Асада, англичанина Майкла Смита и шотландца Джона Хендерсона. Самые трудные и упорные игры оказались далее: в четвертьфинале Кросс встретился с бельгийцем Димитри Ван ден Бергом, и мог легко выигрывать матч, ведя в нём со счётом 4:1. Однако Роб проиграл три сета подряд, и только в решающем после ошибки соперника смог выиграть и выйти в полуфинал. Этот поединок стал самым упорным: Кросс и Майкл ван Гервен брали один сет за другим на своих началах, но девятый сет выиграл голландец на «чужой подаче», и имел реальные шансы без проблем выйти в финал, если бы взял «свой» сет. Однако, Роб Кросс регулярно закрывал высокие чекауты, и спас игру, переведя полуфинальную встречу в финальный сет. Там также у ван Гервена были шансы, но тот не сумел реализовать шесть бросков на матч, а Роб Кросс уверенно закрывался, и также спасся от поражения в самый нужный момент, переведя весь матч в лег «внезапной смерти». Право первого броска в нём определяется путём бросания обоих игроков в «булл», и Кросс выиграл право первого броска и решающий лег. Таким образом, лидер мирового рейтинга был выбит из гонки за чемпионство, а Роб Кросс получил путёвку в финал, который состоялся спустя два дня. Финал стал последней игрой в карьере легендарного английского игрока Фила Тейлора, который сумел выиграть 14 чемпионатов мира PDC, и 2 — BDO. Однако, Роб Кросс без особых проблем выиграл финал и стал восьмым в истории чемпионом мира PDC. После турнира он поднялся с 20-й строчки мирового рейтинга на третью.

## Результаты на чемпионатах мира

#### PDC
- 2018 — Победитель (победа над Филом Тейлором 7–2)
- 2019 — четвёртый раунд (поражение от Люка Хамфриса 2–4)
- 2019 — второй раунд (поражение от Кима Хюйбрехтса 0-3)
- 2021 — второй раунд (поражение от Дирка ван Дюйвенбоде 2-3)
- 2022 — четвёртый раунд (поражение от Гэри Андерсона 3-4)
- 2023 — четвертый раунд (поражение от Криса Доби 2-4)
- 2024 — полуфинал (поражение от Люка Литтлера 2-6)
- 2025 — второй раунд (поражение от Скотта Уильямса 1-3)

## Личная жизнь
Перед тем, как стать профессиональным дартсменом, Роб Кросс работал электриком. Именно из-за этого его никнейм — Voltage. Кросс женат, у него трое детей.